# 포탈렛지

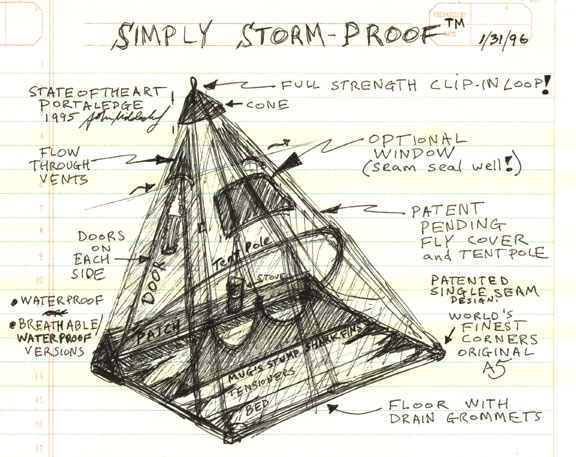
A5 포탈렛지

포탈렛지(Portaledge) 또는 포타레지는 큰 벽을 등반하는 동안 깎아지른 듯한 암벽에 매달린 등반 경로에서 여러 낮과 밤을 보내야 하는 암벽 등반가를 위해 설계된 배치 가능한 행잉(hanging) 천막 시스템이다. 완전히 조립된 포탈렛지는 카라비너를 통해 단일 앵커 지점에 매달려 있고 조정 가능한 서스펜션 스트랩이 있는 금속 프레임으로 둘러싸인 천으로 덮인 플랫폼이다. 스톰플라이(stormfly)라고 불리는 별도의 덮개는 악천후 시에도 시스템을 보호할 수 있도록 전체 시스템을 덮는다. 최초의 포탈렛지는 요세미티 등반을 위해 만들어졌다.